# 86e division d'infanterie (États-Unis)
Pour les articles homonymes, voir 86e division d'infanterie.
La 86e division d'infanterie (86th Infantry Division) est une division de l'US Army activée à l'occasion des deux guerres mondiales. Elle est reformée en 2010 et sert désormais d'unité d'entraînement.
Elle est formée la première fois le 25 août 1917 au Camp Grant, dans l'Illinois, à l'occasion de la Première Guerre mondiale. Toutefois, elle n'arrive en Europe qu'à la fin du mois d'août 1918, soit trop tardivement pour participer aux combats et elle est démobilisée en 1919. Elle réapparaît le 15 décembre 1942 lors de la Seconde Guerre mondiale et, de nouveau, elle est envoyée en Europe lors des derniers mois de la guerre puisqu'elle arrive en France le 4 mars 1945. Elle est rapidement envoyée sur le front pour participer à la campagne d'Allemagne, arrivant dans les environs de Cologne le 24 mars pour relever la 8e division d'infanterie et mener des opérations de patrouille sur les bords du Rhin. Elle est véritablement engagée au combat le 5 avril, nettoyant notamment la ville d'Attendorn et progressant en Rhénanie au sein de la 9e armée, contribuant à encercler les forces allemandes dans la poche de la Ruhr. Elle continue son avance vers le Danube qu'elle franchit à Ingolstadt le 27 avril. Le 1er mai, elle reçoit l'ordre de s'emparer de Wasserburg mais, alors que ses premiers éléments pénètrent dans les abords de la ville, elle est finalement redirigée vers Salzbourg. Le 4 mai, elle met la main sur les joyaux de la couronne hongroise à Mattsee. Une fois la guerre terminée, elle participe à la gestion des prisonniers de guerre allemands avant de revenir sur le sol américain le 17 juin 1945. Il est alors prévu de l'envoyer combattre sur le front du Pacifique. Ainsi, le 24 août, elle embarque de San Francisco pour rejoindre les Philippines et c'est lors du trajet qu'elle apprend la capitulation japonaise. À son arrivée sur Leyte, la division est dispersée dans l'archipel, une partie étant envoyée sur Corregidor pour garder des prisonniers japonais.
L'unité est démobilisée le 30 décembre 1946 et est réapparue récemment, en 2009, sous la forme de la 86e brigade d'entraînement (86th Training Brigade), devenue en 2010 la 86e division d'entraînement (86th Training Division). 

## Héritage
La division est surnommée la « Division Black Hawk » d'après Black Hawk un chef Sauk, qui vivait dans la région de ce qui est aujourd'hui l'Illinois. Frederic McLaughlin était commandant du 333e bataillon de mitrailleuses de la 86e division d'infanterie pendant la Première Guerre mondiale. 
En 1926, McLaughlin obtient une franchise de la Ligue nationale de hockey (LNH), qu'il nomme les Blackhawks de Chicago, d'après son unité en temps de guerre.

## Liens web
- (en) John G. Little, « Histoire de la division », 1921 (consulté le 6 mai 2016)
- (en) « Chronique des combats de la division lors de la Seconde Guerre mondiale » (consulté le 6 mai 2016)